# Gina Janssen
Gina Janssen (* 14. Januar 1953 in München) ist eine deutsch-dänische Schauspielerin, Pornodarstellerin und Nacktmodell.

## Leben
Janssen begann ihre Karriere als Nacktmodell bei deutschen Pornozeitschriften vor ihrem Start in der Filmbranche. Ihr Filmdebüt gab sie 1975 in der neunten Folge des Schulmädchen-Reports, einer populären deutschen Softerotik-Filmserie der 1970er Jahre, in der Rolle der Petra Klassmann. Sie spielte darin eine junge Frau, die viel zu früh einen Mechaniker namens Horst heiratet, erkennt, dass sie beide nichts gemeinsam haben, und als geschiedene Frau ihr Abitur nachholt. In der zehnten Folge spielte sie die Rolle der Iris.
Später folgten eine Anzahl dänischer Pornofilme, die teilweise in einer Softcore- und einer Hardcore-Version erschienen. Zwischen 1976 und 1978 übernahm sie Rollen in drei Filmen des dänischen Regisseurs Werner Hedman, der ähnlich wie der deutsche Sexfilmregisseur Hans Billian in seinen Filmen Porno-Elemente immer auch mit Comedy vermischte. 1976 hatte sie eine zentrale Rolle als Hausdame Yrsa in Hedmans dänischem Sexfilm Die Reitschule der Madame O, bevor sie in Hardcorestreifen mitwirkte. Sie hatte auch größere Rollen in Hedmans Filmen Madame O und ihre ganz teuren Mädchen (1977) und Agent 69 (1978). In der „Klamotte“ Madame O und ihre ganz teuren Mädchen spielte sie, mit dem sprechenden Rollennamen Mata Hari, eine der gut gewachsenen Mitarbeiterinnen des „irren Nachrichtenhändlers“ Skorpion, dessen Mädchen „ständig in Situationen geraten, die sie zwingen, in Dessous herumzulaufen“.
In dem Sexfilm Das Wirtshaus der sündigen Töchter, einer „lahme[n] Komödie mit zotigen Dialogen“, die das Filmmotiv von Kohlhiesels Töchter in einer Erotik-Variante aufnahm, verkörperte Janssen unter der Regie von Walter Boos und an der Seite von Jacques Herlin, der einen ihrer alternden Verehrer spielte, in einer Doppelrolle die Zwillinge Lilly und Christel, die eine Erbschaft gemacht haben, die sie jedoch erst dann erhalten, wenn sie beide verheiratet sind. Janssen spielte „die eine lebenslustig und sündig, da sie viele Verehrer hat; die andere ungeschickt und bieder.“ 1978 spielte sie in dem Sexfilm Studentinnen-Report, einem „Softporno auf dem Niveau der Report-Filme“, die junge blonde Kunststudentin Nancy Chesterfield.
In den 1980ern hatte sie eine größere Rolle (Rollenname: Loba Mendoza) als bisexuelle Ehefrau des Gouverneurs Mendoza, die die junge Tara (Ursula Buchfellner) verführt und für das bevorstehende Liebesspiel mit dem Gouverneur gefügig macht, in dem Sexploitationfilm Sadomania – Hölle der Lust (1981) unter der Regie von Jess Franco. Ihre letzte Filmrolle war in dem Sexfilm Funny boys und funny girls von 1984.

## Filmografie (Auswahl)
- 1970: First Film No.610 – Blondy's Cunt'
- 1975: Schulmädchen-Report. 9. Teil: Reifeprüfung vor dem Abitur
- 1975: Schwedischer Sommerwind
- 1976: Was treibt die Maus im Badehaus?
- 1976: Schulmädchen-Porno
- 1976: Nur, wenn ich will! (Les covergirls de l'agence d'Amour)
- 1976: Ein guter Hahn wird selten fett
- 1976: Schulmädchen-Report. 10. Teil: Irgendwann fängt jede an
- 1976: Die Reitschule der Madame O (I løvens tegn)
- 1977: Madame O und ihre ganz teuren Mädchen (Agent 69 Jensen – I skorpionens tegn)
- 1977: Die Mädchen des Herrn S.
- 1977: Tänzerinnen für Tanger
- 1978: Studentinnen-Report (Nympho Maniacs)
- 1978: Agent 69 (Agent 69 I skyttens tegn)
- 1978: Das Wirtshaus der sündigen Töchter
- 1979: Jill, ein feucht-fröhliches Mädchen (A Baroness and Her Servant)
- 1979: Sunnyboy und Sugarbaby
- 1980: Sünde, Sex und scharfe Katzen
- 1980: Heißes Pflaster Ibiza
- 1980: Drei Schwedinnen auf der Reeperbahn
- 1981: Sadomania – Hölle der Lust
- 1984: Funny boys und funny girls